# 逢川まさき
逢川 まさき（あいかわ まさき、1980年3月5日- ）は、日本の歌手。
2008年〜2018年、日本クラウン株式会社所属。2019年～2022年、エイフォース・エンタテイメント所属。2023年よりホリデージャパン所属。本名は前田将邦。熊本県八代市出身。個人事務所「オフィスアイカワ」所属。

## 来歴
元々小さい頃から歌が好きで、八代の合唱団に入っていた。高校生の時にNHKのど自慢（NHK総合・ラジオ第1）へ出場し、歌う快感に目覚める。この頃の師匠は、作曲家の大道一郎。
- 2001年、愛知県名古屋市で開かれたカラオケ大会でグランプリを受賞[2]。大会関係者にスカウトされて上京するも歌手になるのが難しかったが、前所属事務所の社長と会い、2008年3月5日に師匠の大道が作曲した『港たずねびと』[3]で念願の歌手デビューを果たした。

- 2010年、第2弾シングル『しのび逢い』で全国キャンペーンを行い、7月30日には口蹄疫被害を受けた宮崎県へのチャリティー公演を北山たけしらと開いた[4][5]。12月5日には初めてのソロコンサートを東京都文京区春日の文京シビックホール（小ホール）で開催した[6]。

- 2011年、第3弾シングル『港ブルース』を発売。6月26日には出身地である熊本県八代市のやつしろハーモニーホールで凱旋コンサートを開催した[7]。

- 2012年、第4弾シングル『泣けない女』を発売。10月26日には東京都中野区のなかのZEROでコンサート2012〜熊本もん・がまだしもん〜を開催した[8]。

- 2013年、第5弾シングル『ふるさとは天草』を世界遺産登録応援歌・天草イメージソングとして発売。6月15日には熊本県天草市、6月16日には熊本県八代市で新曲発表会を開催。10月19日には東京都中野区のなかのZERO大ホールで、新曲発表会in東京を開催した。ゲストには水前寺清子、川野夏美、天草二郎が出演。

- 2014年、第6弾シングル『おんな酒・・・』を発売。11月14日には東京都文京区春日の文京シビッグホールで新曲発表会を開催した。

- 2015年、全曲集アルバム『逢川まさきベスト』を発売。同年6月より東京都台東区浅草でマンスリーライブin浅草を開催。定期的に開催を続けている。

- 2016年、第7弾シングル『そんなもんだぜ』を発売。3月1日に東京都台東区浅草の浅草ビューホテルで新曲発表&バースデーランチショーを開催した。11月2日には第8弾シングル『そんなもんだぜ〜浅草編〜』を発売。11月30日に浅草公会堂で熊本地震復興支援チャリティーコンサートを開催した。ゲストには川野夏美、津吹みゆが出演。

- 2017年、第9弾シングル『しあわせの借り』を発売。11月24日に熊本県八代市、12月2日に東京都中央区銀座でディナーショーを開催した。

- 2018年、デビュー10周年を迎え、3月3日に東京都千代田区のホテルグランドアーク半蔵門で10周年&バースデーディナーショーを開催した。ゲストには野村美菜が出演。本人が代表となる個人事務所オフィスアイカワを設立。

- 2019年、第10弾シングル『満ちる月/なりたい』発売を機に、エイフォース・エンタテイメントへレーベルを移籍した。

- 2020年、文部科学省事業『共に学び、生きる共生社会コンファレンス』（東京大学・本郷キャンパス）において、第1回「ココロの詩」最優秀作品『なりたい』歌唱。

- 2021年、自身初となるカバーアルバム「心音-ココロオト-」を発売。MISIA、中島みゆき、玉置浩二などの作品全9曲を収録。同年12月9日より冠ラジオ番組『逢川まさきの21時のココロオト』（FM.クマガヤ）が放送スタート。

- 2022年、デビュー15周年記念ベストアルバム〜One-Way〜を発売。3月6日、浅草ビューホテルにて15周年&バースデーライブを開催した。
- 2023年、ホリデージャパン移籍第1弾・デビュー15周年記念シングル『さよならアモーレ』を発売。

## 人物
デビュー曲『港たずねびと』は大人の雰囲気漂うムード歌謡で、2曲目『しのび逢い』も女心を歌った作品であり、ファンの8割は女性である。
キャッチフレーズは「甘い艶のある低音の響きを持つ新人」、「歌謡界のハニカミ王子誕生」。プロゴルファーの石川遼に似ていることから名づけられた。

## ディスコグラフィ

### シングル
| #  | 発売日         | 曲順 | タイトル           | 作詞         | 作曲       | 編曲       | レーベル          | 規格品番           |
| -- | -------------- | ---- | ------------------ | ------------ | ---------- | ---------- | ----------------- | ------------------ |
| 1  | 2008年 3月5日  | 01   | 港たずねびと       | 水木れいじ   | 大道一郎   | 南郷達也   | 日本 クラウン     | CRCN-1344          |
| 1  | 2008年 3月5日  | 02   | 涙の恋風船         | 葵かすみ     | 大道一郎   | 南郷達也   | 日本 クラウン     | CRCN-1344          |
| 2  | 2009年 12月2日 | 01   | しのび逢い         | たかたかし   | 森田公一   | 伊戸のりお | 日本 クラウン     | CRCN-1449          |
| 2  | 2009年 12月2日 | 02   | ささえ             | 葵かすみ     | 大道一郎   | 伊戸のりお | 日本 クラウン     | CRCN-1449          |
| 3  | 2011年 2月2日  | 01   | 港ブルース         | 下地亜記子   | 伊藤雪彦   | 伊戸のりお | 日本 クラウン     | CRCN-1517          |
| 3  | 2011年 2月2日  | 02   | 上海航路           | こはまかずえ | 伊藤雪彦   | 伊戸のりお | 日本 クラウン     | CRCN-1517          |
| 4  | 2012年 4月4日  | 01   | 泣けない女         | 及川眠子     | 田尾将実   | 川村栄二   | 日本 クラウン     | CRCN-1610          |
| 4  | 2012年 4月4日  | 02   | 恋のぬけがら       | 大道一郎     | 大道一郎   | 川村栄二   | 日本 クラウン     | CRCN-1610          |
| 5  | 2013年 6月5日  | 01   | ふるさとは天草     | 金子正明     | 伊藤雪彦   | 伊戸のりお | 日本 クラウン     | CRCN-1706          |
| 5  | 2013年 6月5日  | 02   | 花つくばい         | 葵かすみ     | 大道一郎   | 伊戸のりお | 日本 クラウン     | CRCN-1706          |
| 6  | 2014年 11月5日 | 01   | おんな酒…          | 葵かすみ     | 大道一郎   | 伊戸のりお | 日本 クラウン     | CRCN-1833          |
| 6  | 2014年 11月5日 | 02   | 女の最終便         | 高橋直人     | 大谷明裕   | 伊戸のりお | 日本 クラウン     | CRCN-1833          |
| 7  | 2016年 2月24日 | 01   | そんなもんだぜ     | 藤井芽衣     | 一修       | 松井タツオ | 日本 クラウン     | CRCN-1942 (通常盤) |
| 7  | 2016年 2月24日 | 02   | 夜の虹             | 北爪葵       | 中崎英也   | 中崎英也   | 日本 クラウン     | CRCN-1942 (通常盤) |
| 7  | 2016年 11月2日 | 02   | 浅草人情ストーリー | TUKASA       | 板谷隆司   | 松井タツオ | 日本 クラウン     | CRCN-8008 (浅草編) |
| 7  | 2016年 11月2日 | 03   | 浅草純情三代目     | 井田実       | 松井タツオ | 松井タツオ | 日本 クラウン     | CRCN-8008 (浅草編) |
| 8  | 2017年 6月7日  | 01   | しあわせの借り     | 紙中礼子     | 中崎英也   | 中崎英也   | 日本 クラウン     | CRCN-8064          |
| 8  | 2017年 6月7日  | 02   | 恋の坂道           | 藤井芽衣     | 一修       | 松井タツオ | 日本 クラウン     | CRCN-8064          |
| 9  | 2019年 9月11日 | 01   | 満ちる月           | masaru       | 中村剛司   | 久保田邦夫 | A-force           | YZWG-15256         |
| 9  | 2019年 9月11日 | 02   | なりたい           | 程島正幸     | 中村剛司   | 久保田邦夫 | A-force           | YZWG-15256         |
| 9  | 2019年 9月11日 | 03   | 花                 | 御徒町凧     | 森山直太朗 | 久保田邦夫 | A-force           | YZWG-15256         |
| 10 | 2023年 1月25日 | 01   | さよならアモーレ   | 伊藤美和     | 都志見隆   | 猪股義周   | ホリデー ジャパン | TJCH-15691         |
| 10 | 2023年 1月25日 | 02   | 別れのサイン       | 伊藤美和     | 都志見隆   | 猪股義周   | ホリデー ジャパン | TJCH-15691         |
| 11 | 2025年 4月16日 | 01   | 恋の幕引き         | 伊藤美和     | 徳久広司   | 猪股義周   | ホリデー ジャパン | TJCH-15741         |
| 11 | 2025年 4月16日 | 02   | 薄紅桜             | 伊藤美和     | 徳久広司   | 猪股義周   | ホリデー ジャパン | TJCH-15741         |

### アルバム

#### ベスト・アルバム
| 発売日       | タイトル                   | レーベル     | 規格品番   |
| ------------ | -------------------------- | ------------ | ---------- |
| 2015年9月2日 | 逢川まさきベスト           | 日本クラウン | CRCN-20409 |
| 2022年3月6日 | ベストアルバム〜One－Way〜 | A-force      | YZWG-5028  |

#### カバー・アルバム
| 発売日        | タイトル           | レーベル | 規格品番 |
| ------------- | ------------------ | -------- | -------- |
| 2021年3月31日 | 心音－ココロオト－ | A-force  | YZWG-041 |

#### コラボレーション・アルバム
| 発売日         | タイトル   | 共演               | レーベル | 規格品番 |
| -------------- | ---------- | ------------------ | -------- | -------- |
| 2020年10月14日 | Rays First | Psalm 瀬戸山智之助 | A-force  | YZWG-038 |

## 出演
- サブちゃんと歌仲間（BSジャパン）
- きらめき歌謡ライブ（NHKラジオ第1）
- 歌の散歩道（NHKラジオ第1）
- 夏木ゆたかのホッと歌謡曲（ラジオ日本）
- 坂井隆夫のほのぼの歌謡曲（ラジオ日本）
- ほんまもん!原田年晴です（ラジオ大阪）
- ぽじポジたまご（KBS京都テレビ）
- 森谷威夫のお世話になります!（KBS京都ラジオ）
- 夕べのひと時（NHK-FM）
- 日曜バラエティー（NHKラジオ第1）
- ミュージック・シャワー（CS歌謡ポップスチャンネル他）
- カラオケチャンネル（群馬テレビ）
- えんか侍（ラジオ日本）レギュラー・木曜日担当（2014年12月〜2015年1月、2016年2月〜3月、2017年10月〜11月）
- 逢川まさきの21時のココロオト（FM.クマガヤ）レギュラー・毎月第2・4木曜日（2021年12月〜）